# ディディエ・マッソン
ディディエ・ マッソン（Didier Masson 、1886年2月23日 – 1950年6月2日）は、フランスの初期のパイロットである。メキシコ革命中の1913年、Gustavo Salinas Caamiñaとともに砲艦General Guerreroに対して爆撃を加えた。歴史上最初の空爆であったとされる。
フランスのセーヌ県アニエール＝シュル＝セーヌ（現在のイル＝ド＝フランス地域圏オー＝ド＝セーヌ県）に生まれた。1910年にルイ・ポーランの飛行チームのメカニックとしてアメリカ合衆国に渡り、その後ポーランと別れ、アメリカ大陸で巡業飛行のパイロットを務めた。マッソンの行った飛行には、1910年11月にアメリカ人女性リリアン・トッドの設計した飛行機の操縦や、1911年のハワイでの最初の飛行などがある。メキシコ革命が起こるとアルバロ・オブレゴン将軍に雇われ、グレン・マーチンから飛行機を購入し、ソノラ号と名付け、1913年5月10日対抗勢力の砲艦General Guerreroに75kgの爆弾を投下したが命中しなかった。歴史上最初の空爆であったとされる。
第一次世界大戦が始まるとフランスに戻り、軍に入隊しパイロットとして働いた。戦後はまたアメリカ大陸に戻り、航空からは離れて暮らした。メキシコのメリダで没した。